# 부호율

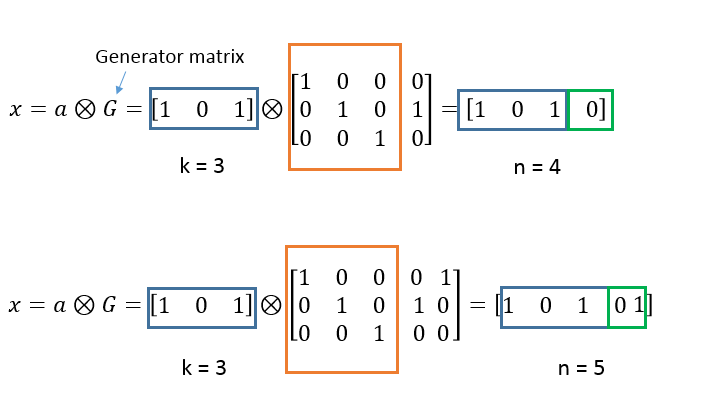
각기 다른 부호율 (해밍 부호)

순방향 오류 정정 코드의 부효율(code rate, 코드 레이트)은 전기통신 및 정보 이론에서 유용한(비중복) 데이터 스트림의 비율이다. 즉, 유용한 정보 k비트마다 부호율이 k/n이라면, 코더는 총 n비트의 데이터를 생성하며, 그 중 n-k는 중복된다.
R이 총 비트 전송률 또는 데이터 신호 전송률(중복 오류 코딩 포함)인 경우 순 비트 전송률(오류 정정 코드를 제외한 유용한 비트 전송률)은 ≤R⋅k/n이다.
예: 컨벌루션 코드의 부호율은 일반적으로 1/2, 2/3, 3/4, 5/6, 7/8 등이다. 이는 매 1초, 3초, 3초마다 삽입되는 중복 비트 1개에 해당한다. 등등, 비트. RS(204,188)로 표시되는 옥텟 지향 리드 솔로몬 블록 코드의 부호율은 188/204이다. 이는 유용한 정보의 188옥텟으로 구성된 각 블록에 204 - 188 = 16개의 중복 옥텟(또는 바이트)이 추가된다는 의미이다.
일부 오류 정정 코드에는 고정된 부호율, 즉 부호가 없는 삭제 코드가 없다.
비트/초는 정보 속도에 대한 보다 광범위한 측정 단위로, 순 비트 속도 또는 오류 정정 코드를 제외한 유용한 비트 속도와 동의어임을 의미한다.

## 같이 보기
- 비트레이트